# Перальта-и-Эспелета, Педро де
Педро де Перальта-и-Эспелета, также известный как Пьер де Перальта Младший (1421—1492) — наваррский аристократ, политик и полководец. Участник Гражданской войны в Наварре. Первый граф Сансистебан де Лерин. Также носил титулы барона Марсилья и господина Перальты, Фунеса, Каркара, Андосильи, Марсильи, Фальсеса, Асагры, Ундиано и Капарросо.

## Биография
Отцом Педро Младшего был Педро Мартинес де Перальта и Руис де Асагра (Пьер де Перальта Старший), матерью — Хуана де Эспелета-и-Гарро, наследница знатной баронской фамилии Эспелета.
В 1440 году Педро де Перальта-и-Эспелета женился на Анне Брабантской (незаконной дочери герцога Антуана). Вторая его жена — Изабель де Фуа-Альбре происходила из королевской династии Наварры. Этот брак был заключён в 1462 году.
Граф поддерживал тесные связи с арагонским домом Трастамара и Католическими королями, от которых получил новые титулы. В 1513 году Фердинанд II Арагонский сделал его внука Алонсо Каррильо де Перальта первым маркизом Фальсес.